# Agrilus arbuti
Agrilus arbuti är en skalbaggsart som beskrevs av Fisher 1928. Agrilus arbuti ingår i släktet Agrilus och familjen praktbaggar. Inga underarter finns listade i Catalogue of Life.